# Pugnac
Pugnac – miejscowość i gmina we Francji, w regionie Nowa Akwitania, w departamencie Żyronda.
Według danych na rok 1990 gminę zamieszkiwało 1875 osób, a gęstość zaludnienia wynosiła 139 osób/km² (wśród 2290 gmin Akwitanii Pugnac plasuje się na 224. miejscu pod względem liczby ludności, natomiast pod względem powierzchni na miejscu 852.).